# Műkedvelő műkincsrablók
A Műkedvelő műkincsrablók (eredeti cím: The Maiden Heist) 2009-ben bemutatott amerikai bűnügyi-vígjáték, melyet Peter Hewitt rendezett és Michael LeSieur írt. A főszerepet Morgan Freeman, Christopher Walken, William H. Macy és Marcia Gay Harden alakítja. A filmet The Heist címen adták ki az Egyesült Királyságban, Magyarországon DVD-n jelent meg szinkronizálva.

## Cselekmény
A három idősödő bostoni múzeumőr, Roger, Charles és George imádják a műkincseket, amelyeket őriznek. Mindegyiküknek van egy-egy kedvenc kiállítási tárgya, amelyet mindenekelőtt szeretnek és csodálnak, és amelyről gyakran többet tudnak, mint a múzeum látogatóit tájékoztató idegenvezetők. 
Rogernek „A magányos leány” című festmény a kedvence, Charlesnak egy macskás nőt ábrázoló festmény; George-nak egy meztelen férfi bronzszobra. Gyakran előfordul, hogy amikor éjszakai járőrözés közben egyedül érzi magát, George leveti a saját ruháját, és a szobor előtt a szobor pózát utánozza. 
Roger „A magányos leány” című festmény előtt arról ábrándozik, hogy egy kommandós osztag, állig felfegyverzett gengszterek rohamozzák meg a múzeumot, és ő egymaga leszámol velük, hogy megvédje a „festményét”.
Egy nap a múzeum új kurátora úgy dönt, hogy a kiállítást Dániába, Koppenhágába költözteti, cserébe más műtárgyak kiállításáért. Roger, Charles és George elborzadnak. Rövid ideig fontolgatják, hogy a kiállítással együtt ők is Dániába költözzenek, de aztán elvetik ezt a tervet, és inkább azt fontolgatják, hogy hamisítványokat készítenek három kedvenc művükről, és a Dániába költözés előtt kicserélik azokat az eredetivel. 
Charles amatőr festő, és saját maga készíti el kedvenc festménye másolatát. Az a kísérlete, hogy Roger festményét is lemásolja, kudarcba fullad, mert nincs meg hozzá a megfelelő inspiráció. Ehelyett a múzeum előtt álló sok utcai festő közül az egyiket minden további nélkül felbérelik. George a saját szobrát másoltatja le.
Segítenek a kiállítási tárgyak összepakolásában, hogy Dániába szállítsák őket. Eközben becsempésznek egy plusz ládát a raktárba a hamisítványokkal és benne George-dzsal, ahol a kiállítás összes műtárgyát ideiglenesen ládákban tárolják. Éjszaka George kiszabadul a ládából, kicseréli a hamisítványokat az eredetiekre, és visszateszi őket a ládába, saját magával együtt.
Másnap reggel mindent a repülőtérre kell szállítani. Roger és Charles vezetik a sok szállító teherautó egyikét, és csak azt a ládát akarják, amelyben George az eredetiekkel együtt van. Sajnos, rossz ládát kapnak, ahogy útközben rájönnek, amikor meglátják az előttük álló autóban a levetkőzött George-ot. Némi erőfeszítéssel azonban mégis eljutnak a megfelelő ládáig.
A végén láthatjuk, hogy a három eredeti alkotás egy kis rejtekhelyen van, és most ott őrzi őket felváltva Roger, Charles és George.

## Szereplők
| Szerep                       | Színész               | Magyar hang    |
| ---------------------------- | --------------------- | -------------- |
| Charles Peterson             | Morgan Freeman        | Helyey László  |
| Roger Barlow                 | Christopher Walken    | Barbinek Péter |
| George McLendon              | William H. Macy       | Epres Attila   |
| Rose Barlow                  | Marcia Gay Harden     | Andresz Kati   |
| éhező művész                 | Breckin Meyer         | Hegedüs Miklós |
| tanár                        | Wynn Everett          | Szabó Gertrúd  |
| múzeumi igazgató asszisztens | Christy Scott Cashman |                |

## Filmkészítés
The Lonely Maiden munkacím alatt készült. Elsősorban Bostonban (Massachusetts) forgatták, és számos jelenetet forgattak a massachusettsi Worcesterben, illetve a Worcester-i Művészeti Múzeumban.
Bár a filmben a  The Lonely Maiden című festményt úgy mutatják be, mintha egy fiktív Marcel Robert festette volna 1875-ben, a valóságban az Jeremy Lipking kortárs művész alkotása, aki kifejezetten a film miatt készítette.

## Megjelenés
A film előzetes megjelenési dátuma 2009. május 29. volt. 2009. június 25-én debütált az Edinburgh-i Nemzetközi Filmfesztiválon, és 2009. november 24-én jelent meg DVD-n.

## Fordítás
- Ez a szócikk részben vagy egészben  a   The Maiden Heist című angol Wikipédia-szócikk fordításán alapul.  Az eredeti cikk szerkesztőit annak laptörténete sorolja fel. Ez a jelzés csupán a megfogalmazás eredetét és a szerzői jogokat jelzi, nem szolgál a cikkben szereplő információk forrásmegjelöléseként.
- Ez a szócikk részben vagy egészben  a   Bruchreif című német Wikipédia-szócikk fordításán alapul.  Az eredeti cikk szerkesztőit annak laptörténete sorolja fel. Ez a jelzés csupán a megfogalmazás eredetét és a szerzői jogokat jelzi, nem szolgál a cikkben szereplő információk forrásmegjelöléseként.